# Jakob Wolff der Jüngere
Jakob Wolff der Jüngere (* 1571 in Bamberg; † 24. Februar 1620 in Nürnberg) war ein deutscher Steinmetz und Bildhauer in der Renaissance.

## Leben

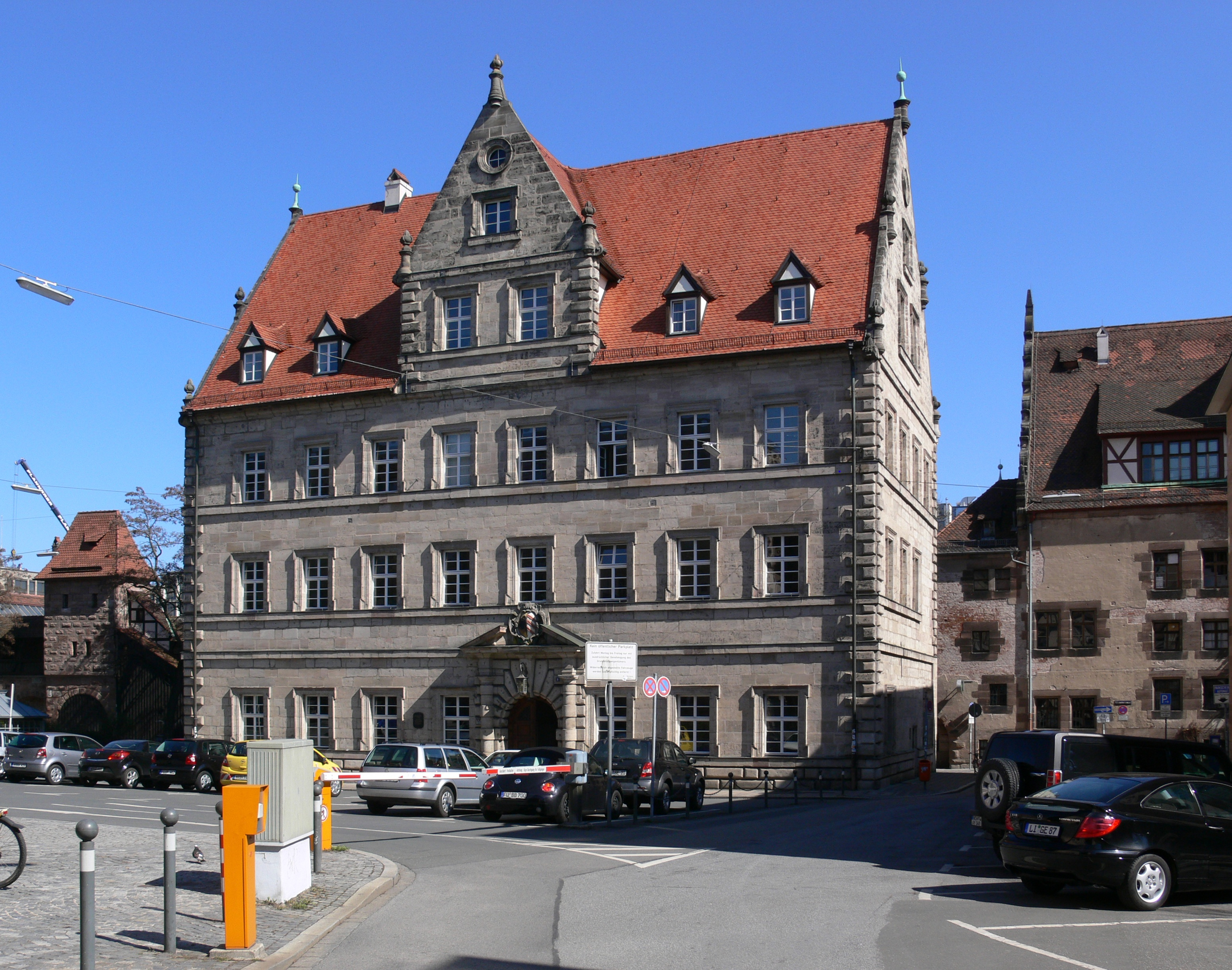
Baumeisterhaus in Nürnberg

Im Jahr 1596 zog Wolff mit seinem Vater, Jakob Wolff dem Älteren, nach Nürnberg. Er ging, unterstützt vom Nürnberger Rat, 1600–02 auf eine Wanderung nach Italien. Danach half er seinem Vater bei Bauaufträgen. 
1607–1616 erfolgte der Neubau des Schlosses Schwarzenberg in Scheinfeld; hier waren beide an der Ausführung der von Elias Holl erstellten Entwürfe beteiligt.
Nach dem Tod des Vaters arbeitete Jakob eigenständig in Nürnberg weiter. Er war 1612 am Bau der Wöhrdertorbastei beteiligt und errichtete 1614 das Baumeisterhaus. 1616–20 erweiterte er gemeinsam mit seinem Bruder Hans Wolff das Nürnberger Rathaus um den Wolffschen Bau.
Vater und Sohn zählen zu den deutschen Pionieren der italienischen Renaissance-Architektur.